# Sphenella semisphenella
Sphenella semisphenella är en tvåvingeart som först beskrevs av Mario Bezzi 1926.  Sphenella semisphenella ingår i släktet Sphenella och familjen borrflugor. Inga underarter finns listade i Catalogue of Life.